# إهمج
تقع إهمج في قضاء جبيل في محافظة جبل لبنان.
تبعد إهمج 57 كلم عن بيروت عاصمة لبنان. وترتفع 1140 م عن سطح البحر وتمتد على مساحة 1742 هكتاراً (17.42) كلم2.

## أعلام
- بشارة الخوري

## وصلات خارجية
- معلومات عن إهمج